# خورخه گونزالس (بازیکن فوتبال آرژانتین)
خورخه گونزالس (اسپانیایی: Jorge González‎؛ زادهٔ ۲۴ اوت ۱۹۸۸) بازیکن فوتبال اهل آرژانتین است.